# Dalton Hilliard
Dalton Hilliard (født 21. januar 1964 i Patterson, Louisiana) er en tidligere professionel amerikansk fodbold-running back, der spillede for New Orleans Saints fra 1986-1993; Igennem hele sin NFL-karriere spillede han for dette hold. Han er medlem af New Orleans Saints Hall of Fame.

## College karrierer
Sluttede sin college karrierer som tredje bedste på SEC all-time rushing list efter Herschel Walker(Cowboys) og Bo Jackson(Raiders). Satte en freshman rekord for flest scorede touchdowns med 16 styk, heraf 11 løbet ind og 5 fra kaste spil. Spillede. Hilliard spillede også sammen med hans fremtidige holdkammerat Eric Martin(WR). Valgt til at spille både Hula og Senior bowl. Hilliard havde forretningsadministration som hovedfag.

## NFL karriere

### New Orleans Saints
Dalton Hilliard blev draftet af New Orleans Saints i anden runde af draften I 1986, som nummer 31 i alt (Se links). 
I sin første sæson stod Dalton Hilliard i skyggen af tredje runde valget Reuben Mayes som løb for 1353 yards, og samtidig modtog prisen for året rookie. Dalton Hilliard samlede 425 yards, og fem touchdowns på sine 121 første forsøg i ligaen. Der ud over modtog Hilliard også kast for 107(17 modtagelser).
Stille og roligt faldt Hilliard til i New Orleans, og sæson for sæson forbedrede han sit bidag til holdet succes. Hilliards helt store gennembrug kom i 1989 da han løb for 1262 yards på 344 løb, samtidige med at scorer 13 touchdowns for Saints. Yderligere modtog Hilliard kast for 514 yards som fem touchdowns på de 52 modtagelser. Hvilket tilsammen blev til 1776 yards og 18 touchdowns, som resulterede i en ProBowl optræden. 
Desværre blev resten af Dalton Hilliards karriere præget af skader og Hilliard nåede ikke op på samme niveau som i 1989 sæsonen.
I alt løb Hilliard bolden 1126 gange i sort og guld, hvilket resulterede i 4164 yards (3,7 yards pr løb) og 39 touchdowns.
Hilliard greb bolden 249 gange for 2233 yards (9,0 yards i gennemsnit) og 14 touchdowns.

## Priser og højdepunkter
1989: Løb for 158 yards mod Atlanta Falcons den 19. november 1989 (Saints vandt 26-17)
1989: Valgt til Pro Bowl
1991: Havde sit længste løb mod Atlanta Falcons den 29.september 1991. Løbet var et 65 yard touchdown. (Saints vandt kampen 27-6)
1998: Valgt til New Orleans Saints hall of fame

## Trivia
Onkel til Ike Hilliard som spillede WR for New York Giants 1997 – 2004 og Tampa Bay Buccaneers 2005 – 2008.